# Apollohöhle
Die Apollohöhle ist eine alpine, weitgehend fossile Karsthöhle in der Gemeinde Luzein im Kanton Graubünden in der Schweiz.
Sie liegt an der Ostflanke der 2817 m hohen Sulzfluh und hat eine vermessene Länge von 3080 m und eine Vertikalausdehnung von 245 m. Die Apollohöhle war zusammen mit anderen Höhlen in der Sulzfluh (Obere und Untere Seehöhle, Pfingsthöhle, Mondgang) Teil eines einst zusammengehörigen Höhlensystems. 
In der Apollohöhle wurden Knochen von Höhlenbären gefunden.